# Raggamuffin (ep)
Raggamuffin is de tweede ep die door de Vlaamse singer-songwriter Selah Sue werd uitgebracht; dit was op 22 oktober 2010. De ep bevat vijf nummers waarvan het eerste nummer, Raggamuffin, in de AB-studio in Brussel werd opgenomen. De andere vier werden in de Supow Studio in Keulen opgenomen.

## Tracklist
| Nr. | Titel           | Duur |
| --- | --------------- | ---- |
| 1.  | Raggamuffin     | 2:38 |
| 2.  | Crazy Vibes     | 3:49 |
| 3.  | On The Run      | 3:22 |
| 4.  | Break           | 4:14 |
| 5.  | The More That I | 5:25 |